# 点布斯格庙
点布斯格庙（又译“德布斯尔庙”），汉名“寿华寺”，位于内蒙古自治区巴彦淖尔市乌拉特前旗白彦花镇境内，是一座藏传佛教格鲁派寺院。

## 简介
点布斯格庙位于乌拉特前旗白彦花镇境内，距离乌拉山镇人民政府20公里，胜利桥刁人沟进入。
点布斯格庙是乌拉特前旗唯一保留完好藏传佛教寺庙，也是内蒙古自治区境内使用蒙古语念经的少数寺庙之一（该自治区其他藏传佛教寺庙均用藏语念经）。该庙始建于1705年，历史上曾有多名上层喇嘛在该庙定居。如今此庙仍住有喇嘛。该庙大雄宝殿属于典型的藏汉混合式建筑。
该庙每年农历六月十五日举办庙会，跳查玛舞，参加庙会的喇嘛及各族民众很多。
该庙以西5公里处，有7棵古柳树，倚山坡生长，树形奇特，树身卧地，犹如巨龙盘曲，当地牧民称之为“龙树”。树下有泉水，古树无论水旱，总是枝繁叶茂。